# Taiki (Mie)
Pour les articles homonymes, voir Taiki.
Taiki (大紀町, Taiki-chō) est un bourg du district de Watarai, situé dans la préfecture de Mie, au Japon.

## Géographie

### Démographie
Au 1er février 2015, la population de Taiki s'élevait à 9 034 habitants répartis sur une superficie de 233,32 km2.

## Histoire
La création du bourg de Taiki date de février 2005 après la fusion des anciens bourgs de Kisei et d'Ōmiya avec le village d'Ōuchiyama.